# Asalto a Beverly Hills
'The Taking of Beverly Hills ,es una película de acción estadounidense de 1991, dirigida por Sidney J. Furie y protagonizada por Ken Wahl, Matt Frewer y Harley Jane Kozak.

## Argumento
Un grupo de expolicías amargados utilizar un derrame de sustancias químicas para atacar a los bancos y casas de Beverly Hills.

## Reparto
- Ken Wahl es Boomer Hayes.
- Matt Frewer es Oficial Ed Kelvin.
- Harley Jane Kozak es Laura Sage.
- Robert Davi es Robert 'Bat' Masterson.
- Lee Ving es Varney.
- Branscombe Richmond es Benitez.
- Lyman Ward es Chief Healy.
- George Wyner es Alcalde de Beverly Hills.
- William Prince es Mitchell Sage.
- Michael Bowen es L.A. Cop at Roadblock
- Tony Ganios es EPA Man.
- Michael Alldredge es Dispatch Sergeant.
- Raymond Singer es Mr. Tobeason
- Pamela Anderson es Animadora.

## Banda sonora
1. Epic - Faith No More
2. Black cat - Janet Jackson
3. What Comes Naturally - Sheena Easton
4. Rock City - Damn Yankees
5. Let's Get It On - Marvin Gaye
6. Unbelievable - EMF
7. Ghost Box - Black Box
8. Everybody Move - Cathy Dennis
9. Another Sleepless Night - Tracey Amos